# UFC 69
UFC 69: Shootout fue un evento de artes marciales mixtas celebrado por Ultimate Fighting Championship el 7 de abril de 2007 en el Toyota Center, en Houston, Texas, Estados Unidos.

## Historia
UFC 69: Shootout fue el primer evento de UFC que se celebró en el estado de Texas.
La tarjeta fue encabezada por el gran favorito Georges St-Pierre defendiendo su título wélter ante el ganador de The Ultimate Fighter 4 Matt Serra.
El presidente de UFC, Dana White, anunció la firma del excampeón de peso pesado de PRIDE FC Antonio Rodrigo Nogueira durante la transmisión.
En UFC 69, los pesos semipesados Tito Ortiz y Rashad Evans se encontraban en un breve altercado fuera del octágono.

## Resultados
| Tarjeta principal  | Tarjeta principal | Tarjeta principal | Tarjeta principal     | Tarjeta principal                        | Tarjeta principal | Tarjeta principal | Tarjeta principal |
| Categoría          |                   |                   |                       | Método                                   | Ronda             | Tiempo            | Notas             |
| ------------------ | ----------------- | ----------------- | --------------------- | ---------------------------------------- | ----------------- | ----------------- | ----------------- |
| Peso wélter        | Matt Serra        | derr.             | Georges St-Pierre (c) | TKO (golpes)                             | 1                 | 3:25              | [ a ]             |
| Peso wélter        | Josh Koscheck     | derr.             | Diego Sánchez         | Decisión (unánime) (30–27, 30–27, 30–27) | 3                 | 5:00              |                   |
| Peso ligero        | Roger Huerta      | derr.             | Leonard García        | Decisión (unánime) (30–27, 30–27, 30–27) | 3                 | 5:00              |                   |
| Peso medio         | Yushin Okami      | derr.             | Mike Swick            | Decisión (unánime) (29–28, 29–28, 30–27) | 3                 | 5:00              |                   |
| Peso medio         | Kendall Grove     | derr.             | Alan Belcher          | Sumisión técnica (d'arce choke)          | 2                 | 4:37              |                   |
| Tarjeta preliminar |                   |                   |                       |                                          |                   |                   |                   |
| Peso pesado        | Heath Herring     | derr.             | Brad Imes             | Decisión (unánime) (30–27, 30–27, 30–27) | 3                 | 5:00              |                   |
| Peso medio         | Thales Leites     | derr.             | Pete Sell             | Decisión (unánime) (30–27, 30–27, 30–27) | 3                 | 5:00              |                   |
| Peso wélter        | Marcus Davis      | derr.             | Pete Spratt           | Sumisión (ankle lock)                    | 2                 | 2:57              |                   |
| Peso wélter        | Luke Cummo        | derr.             | Josh Haynes           | KO (golpe)                               | 2                 | 2:45              |                   |

1. ↑  Por el Campeonato de Peso Welter de UFC.

## Premios extra
Cada peleador recibió un bono de $30,000.
- Pelea de la Noche: Roger Huerta vs. Leonard García
- KO de la Noche: Matt Serra
- Sumisión de la Noche: Kendall Grove